# Amor a primera vista
Amor a primera vista va ser un concurs de televisió produït i dirigit per La Trinca als anys noranta i emès per TV3, Canal Nou, Telemadrid i Canal Sur, e posteriorment per La 1.
Basat en el programa Love at first sight, el programa mare ideat per Stephen Leahy, Amor a primera vista va iniciar les seves emissions al juny de 1991. Hi concursaven tres homes i tres dones que buscaven parella i d'entre ells guanyava la parella més compatible segons les respostes encertades, que passava a un sorteig especial a la final, on el premi gros era una volta al món per a tots dos.
La primera temporada a TV3 va tenir com a presentadors Àlex Casanovas i Montse Guallar. A Canal 9 el van presentar primer per Diego Braguinsky i Rosanna Pastor i després Salomé. Gestmusic també va preparar versions del programa per a Telemadrid (presentat per María Barranco i Luis Fernando Alvés) i Canal Sur (conduït per Martirio i Jesús Martín).
Posteriorment, el 1997, Televisión Española va realitzar la seva versió del programa a La 1, amb el nom de "El flechazo", sent presentat per Anabel Alonso